# Odysseus (série télévisée)
Pour les articles homonymes, voir Odysseus.
Cet article concerne la série télévisée. Pour le personnage du même nom (Odysseus, Ὀδυσσεύς), voir Ulysse. Pour l'épopée sur ce personnage, voir Odyssée.
Odysseus est une série télévisée péplum franco-italo-portugaise en 12 épisodes de 45 minutes, créée par Frédéric Azémar et réalisée par Stéphane Giusti. Le premier épisode de la série a été diffusé le 13 juin 2013 sur Arte. La série s'inspire librement de l’épopée grecque antique l’Odyssée, qui relate le retour du chef achéen Ulysse dans son île natale d'Ithaque après la fin de la guerre de Troie et un voyage de retour long et périlleux. Le début du récit se concentre sur la situation à Ithaque en l'absence d'Ulysse : la femme d'Ulysse, Pénélope, et son fils Télémaque, sont en butte aux ambitions et aux complots des prétendants au trône.

## Description

### Synopsis
Dans un XIIe siècle av. J.-C. mythologique, dix ans après la fin de la Guerre de Troie, Ulysse, roi de l'île d'Ithaque, n’est toujours pas rentré parmi les siens. Seuls les membres et serviteurs de la maisonnée d'Ulysse persistent à le croire encore en vie : Pénélope, sa fidèle épouse, son fils Télémaque, qui ne l'a pratiquement pas connu, Laërte le vieux père d'Ulysse et quelques-uns des plus fidèles, principalement Mentor, précepteur de Télémaque.
Les parents et serviteurs fidèles d'Ulysse se battent pour maintenir l’ordre sur l’île fragilisée et envahie par les prétendants de Pénélope, qui comptent forcer la reine à se remarier et ainsi à désigner un nouveau roi. Pénélope se demande si elle doit renoncer à Ulysse pour le bien d’Ithaque. Télémaque lui, subit les brimades des prétendants et peine à s'affirmer comme un vrai guerrier. Les prétendants eux-mêmes ont pris le parti de s'unir dans leurs revendications contre Pénélope, mais leur union est fragile, chacun ambitionnant de devenir le futur roi. Parmi les serviteurs du palais se trouvent des esclaves troyens dont Eurynomé, qui faisait partie de la famille royale, et est tentée de tirer parti des tensions sur l'île pour venger la mort de ses proches et la destruction de sa cité. Pour Cléa, fille d'Eurynomé, Troie n'est qu'un vague souvenir de sa petite enfance, et elle s'obstine dans un amour dangereux pour Télémaque.
La tension monte graduellement au palais à mesure que les prétendants multiplient manœuvres et coups bas pour tenter de fléchir Pénélope, puis de la discréditer en faisant croire qu'elle a couché avec un homme, le conteur Eukharistos. Lorsqu'Ulysse revient enfin, le répit de Pénélope et de Télémaque est de courte durée, car c'est un homme transformé par la guerre et les dangers que retrouve Pénélope, et le roi légitime menace de succomber à la paranoïa en retrouvant un royaume où chacun est susceptible de l'avoir trahi en son absence. Pendant ce temps, le roi Ménélas se prépare à la conquête d'Ithaque.

### Conclusion
Les personnages d'Amphynomos, Antinoos, Aristès, Eukaristos, Eurynomée, Laërte, Léocrite, Liodès, Ménélas, Mentor, Nausicaa, Orion, Palamède, Ulysse et Xenon ne sont plus en vie à la fin de la série.

## Distribution et personnages
- Alessio Boni (VF : Eric Herson-Macarel) : Ulysse, roi d'Ithaque.

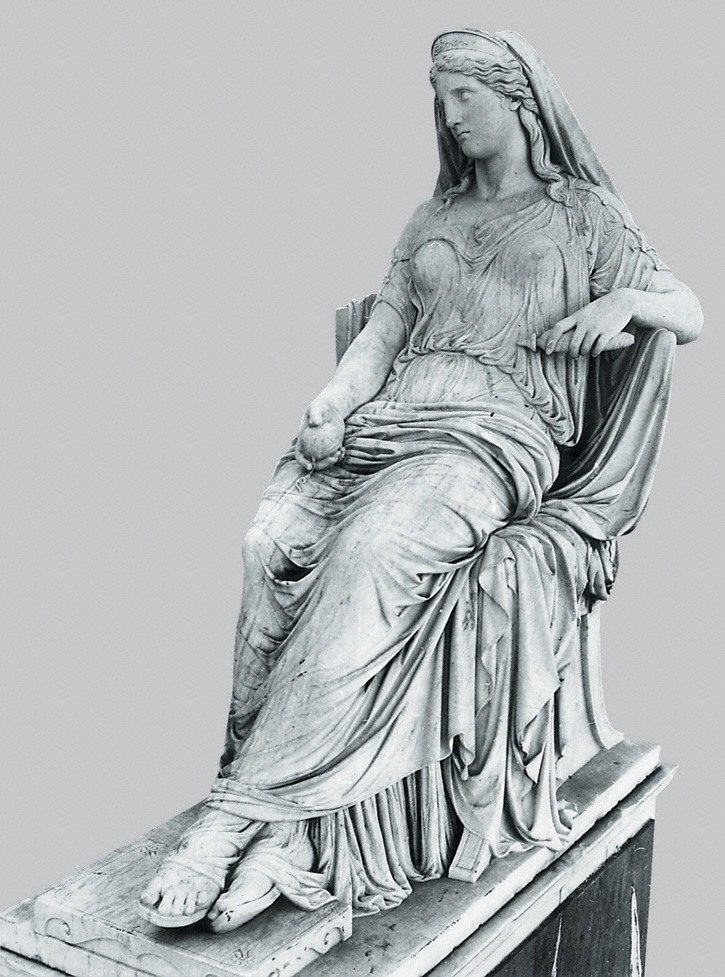
Pénélope par Léonidas Drosis, sculpture de 1873.

- Caterina Murino : Pénélope, épouse d'Ulysse.
- Niels Schneider : Télémaque, fils d'Ulysse.
- Bruno Todeschini : Léocrite, prétendant de Pénélope.
- Joseph Malerba : Mentor, précepteur de Télémaque.
- Salim Kechiouche : Orion, fils du prétendant Antinoos[1].
- Augustin Legrand : Antinoos, prétendant de Pénélope.
- Frédéric Quiring : Thyoscos, devin.
- Karina Testa : Cléa, esclave fille d'Eurynomée.
- Carlo Brandt : Laërte, père d'Ulysse.
- Ugo Venel : Liodès, prétendant, amant de Léocrite.
- Vittoria Scognamiglio : Eurynomée, esclave intendante de Pénélope.
- Amr Waked (VF : Mathieu Buscatto) : Eukharistos, conteur.
- Jérémie Petrus : Homère, scribe.
- Philippe Maymat : Palamède, prince grec ami d'Antinoos.
- Victor Gonçalves (VF : Antoine Tomé) : Ménélas, roi de Sparte.
- Fanny Paliard : Maïa, prêtresse de la déesse Artémis[2].
- Nicolas Robin : Aristes, fils du prétendant Dolios.
- Julie Gayet : Hélène, épouse de Ménélas.
- Nuno Lopes (VF : Frédéric Souterelle) : Amphinomos, prétendant de Pénélope.
- Luis Lucas (VF : Pierre Dourlens) : Alcinoos, roi de Phéacie, père de Nausicaa.
- Vincent Haquin : Kiros, meilleur lutteur de Grèce.
- Capucine Delaby : Nausicaa, princesse de Phéacie.
- Sofia Grillo (VF : Micky Sebastian) : Arété, reine de Phéacie, mère de Nausicaa.
- David Carreira : Xenon, jeune homme libre d'Ithaque[3].

## Épisodes
1. De l'autre côté de la mer
2. Le duel
3. Ulysse est vivant ?
4. Faut-il tuer Télémaque ?
5. Ménélas
6. Le retour d'Ulysse
7. La paix et les jeux
8. Les Troyennes
9. La vengeance d'Orion
10. Le mariage de Télémaque
11. Télémaque affronte Ulysse - 1re partie

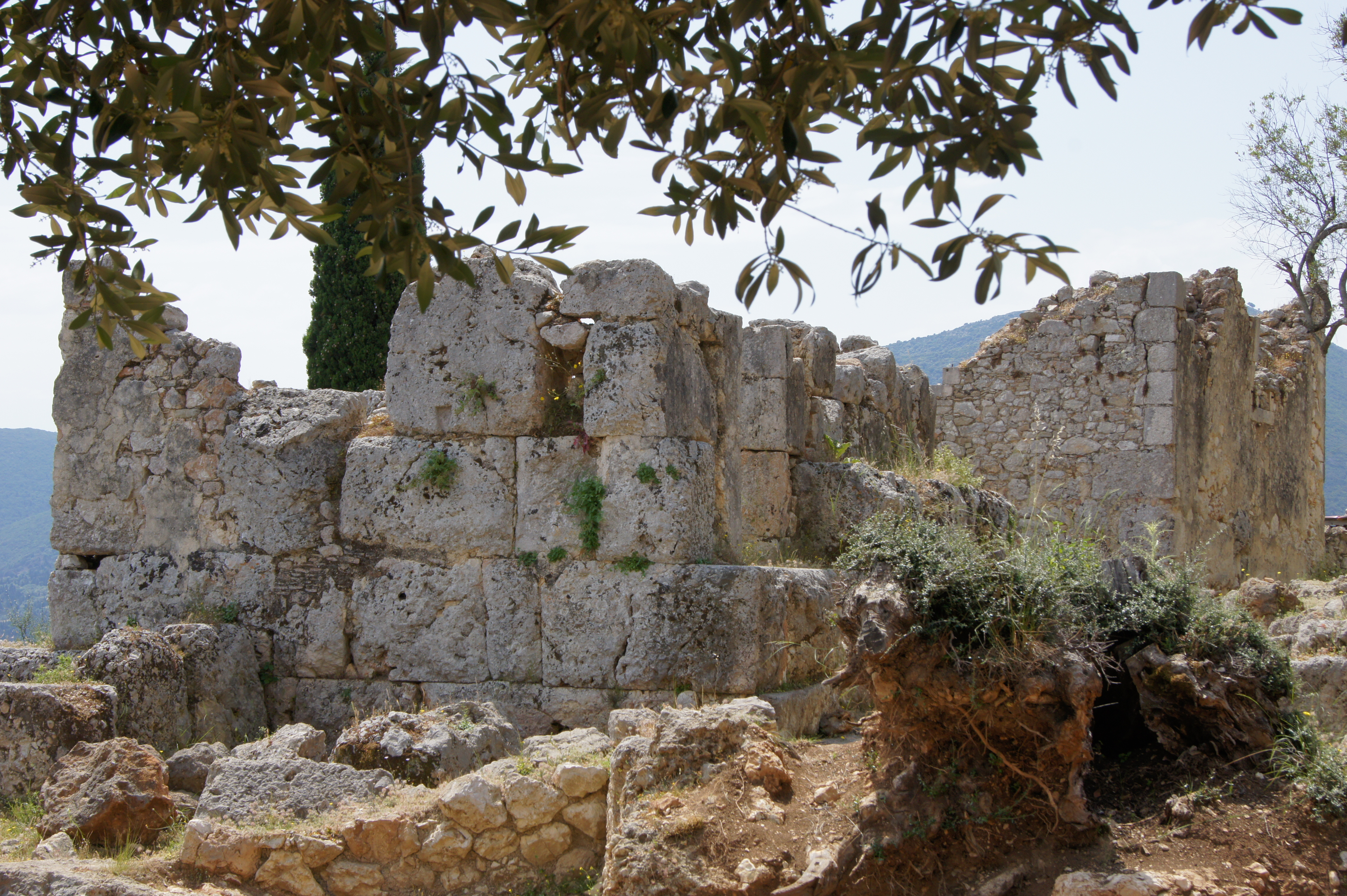
Vestiges supposés du palais d'Ulysse sur l'île d'Ithaque.

12. Télémaque affronte Ulysse - 2e partie

## Production

### Budget
Le budget final de la série s'élève à 14 millions d'euros, un budget restreint qui équivaut au « budget du pilote de la série Rome » selon Frédéric Azémar.

### Concept et scénario
Caterina Murino (qui joue Pénélope) indique que « C’est une série qui se veut fidèle au texte d’Homère, mais qui s’est offert la liberté de broder autour. Nous allons au-delà de l’Odyssée, aussi bien dans la création de nouveaux personnages que dans la chute de l’histoire ».
Odysseus dispose d'un atelier d’écriture constitué de treize scénaristes parmi lesquels on trouve Frédéric Krivine (scénariste de la série Un village français) et Olivier Kohn (scénariste de la série Reporters).

### Tournage
La série a été tournée à trente kilomètres de Lisbonne au Portugal dans un immense hangar de 10 000 m2 qui servait auparavant de centre de stockage d’une chaîne de supermarchés. 4 800 m2 ont servi pour construire les décors du temple, des échoppes, des rues étroites, de l'agora et du palais d'Ulysse.

### Distribution
Le casting est composé de trois acteurs italiens (Alessio Boni, Caterina Murino et Vittoria Scognamiglio), de deux acteurs suisses (Carlo Brandt et Bruno Todeschini), d'un acteur égyptien (Amr Waked), d'un acteur belge (Jérémie Petrus) et de onze acteurs français (Julie Gayet, Vincent Haquin, Salim Kechiouche, Augustin Legrand, Joseph Malerba, Philippe Maymat, Fanny Paliard, Frédéric Quiring, Niels Schneider, Karina Testa et Ugo Venel).
Le film étant intégralement tourné au Portugal, les autres acteurs sont Portugais.

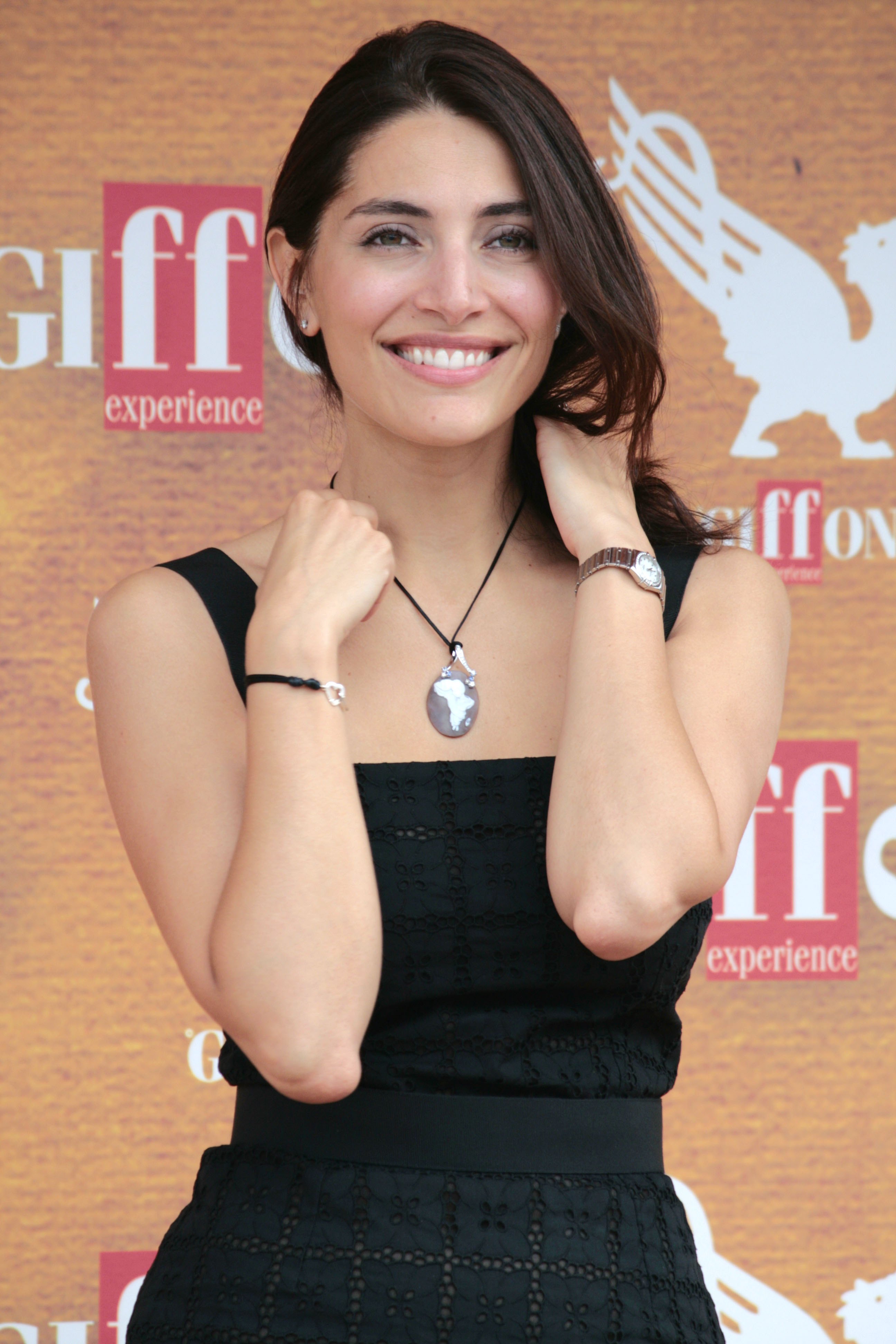
Caterina Murino
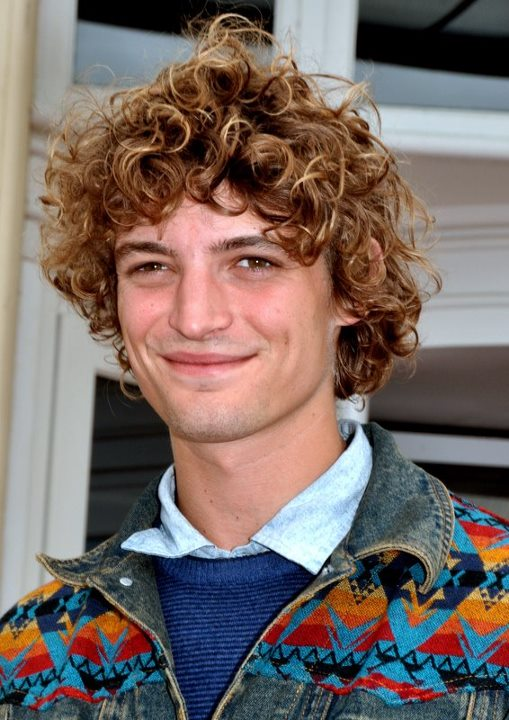
Niels Schneider
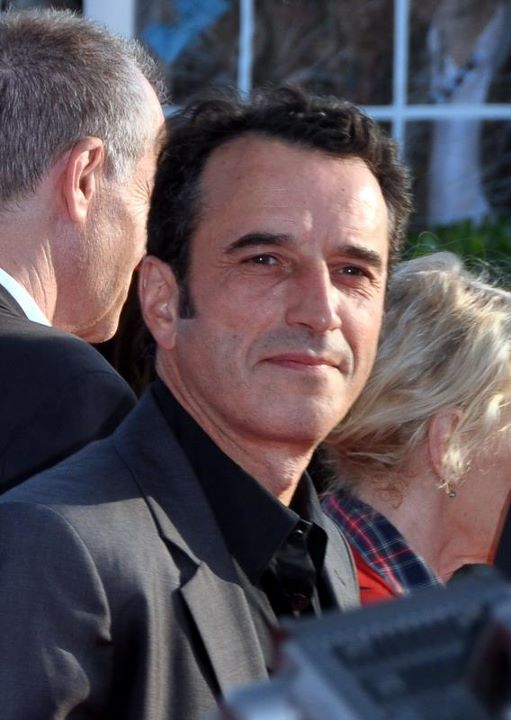
Bruno Todeschini
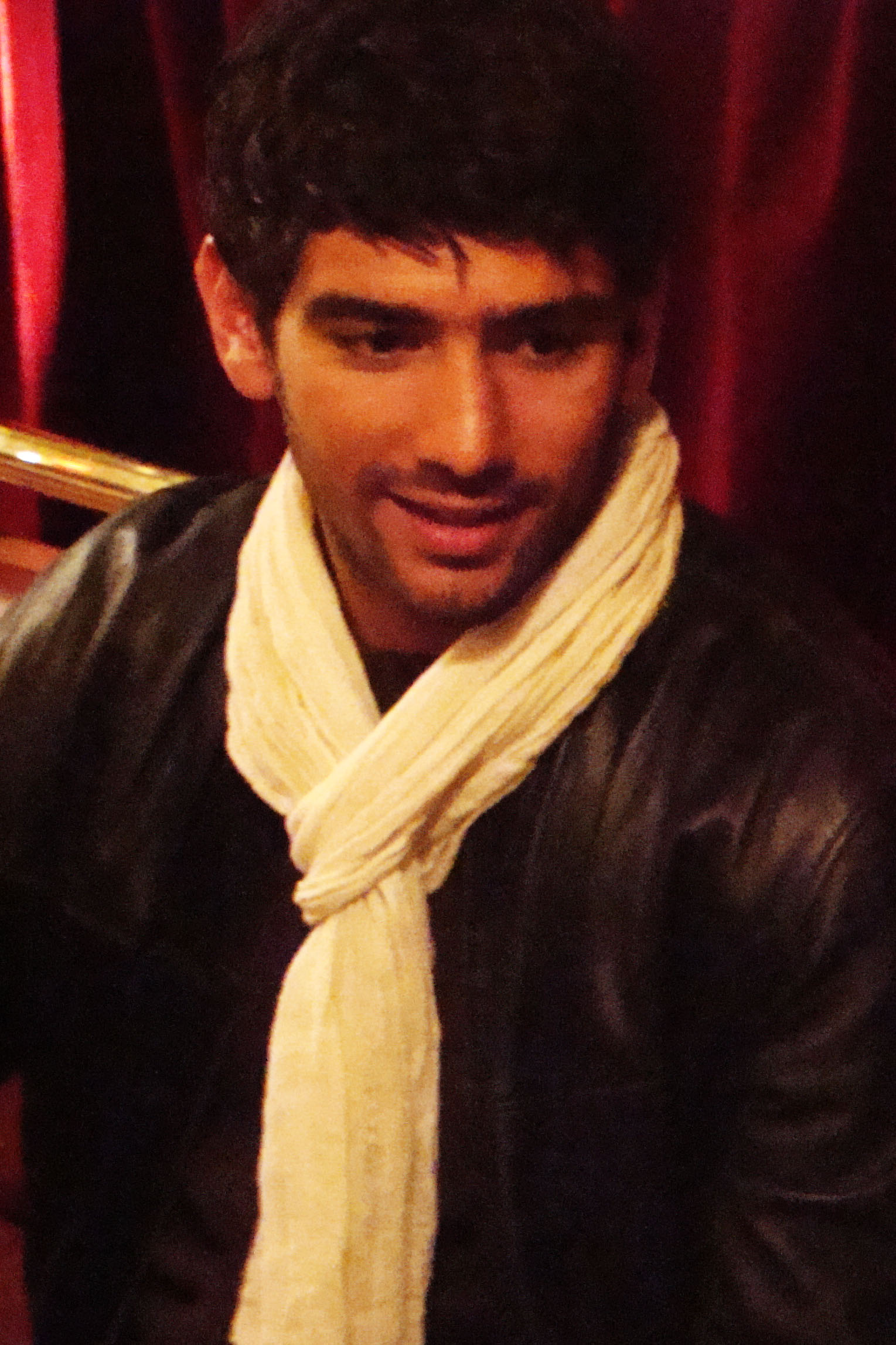
Salim Kechiouche
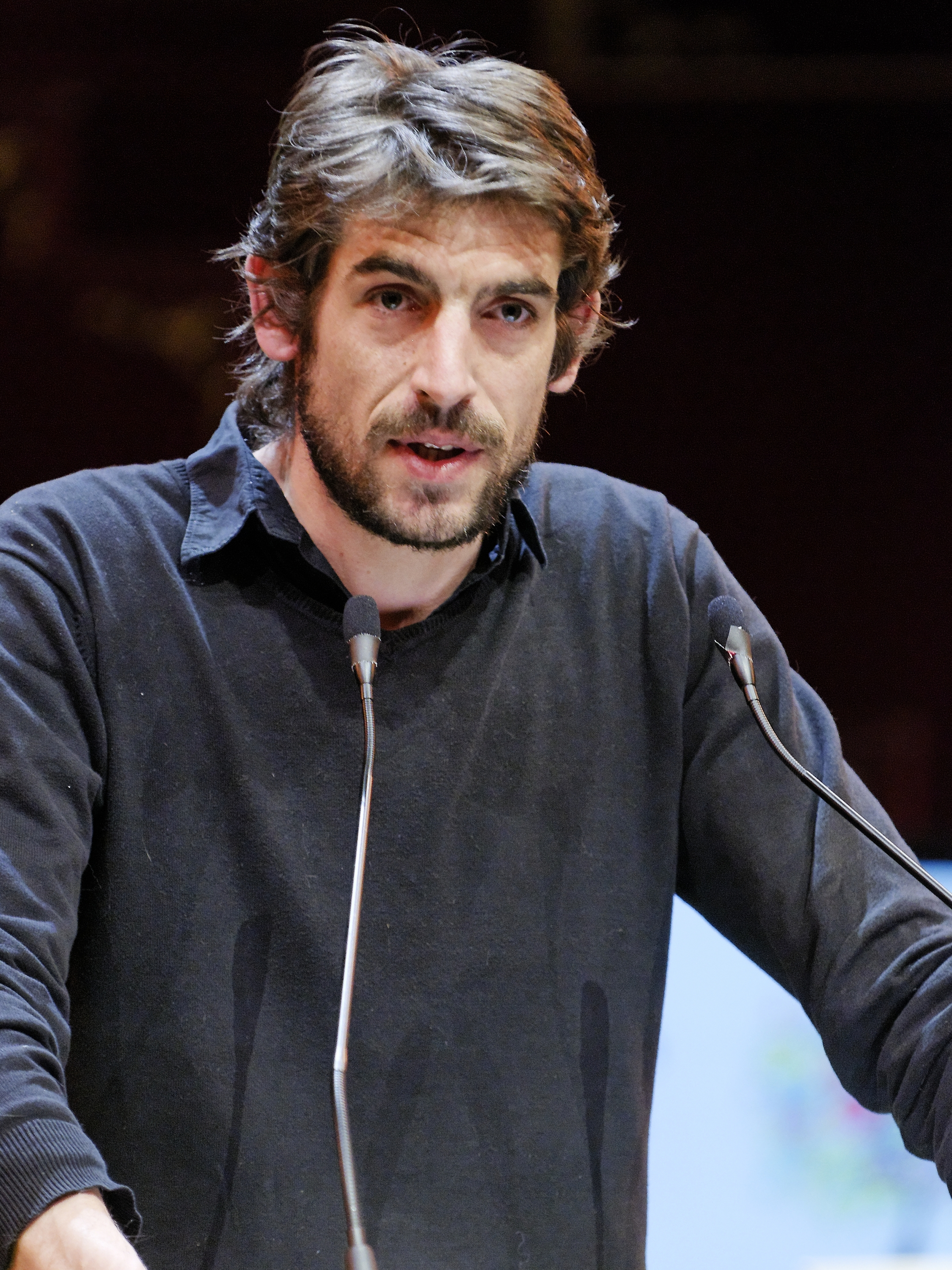
Augustin Legrand
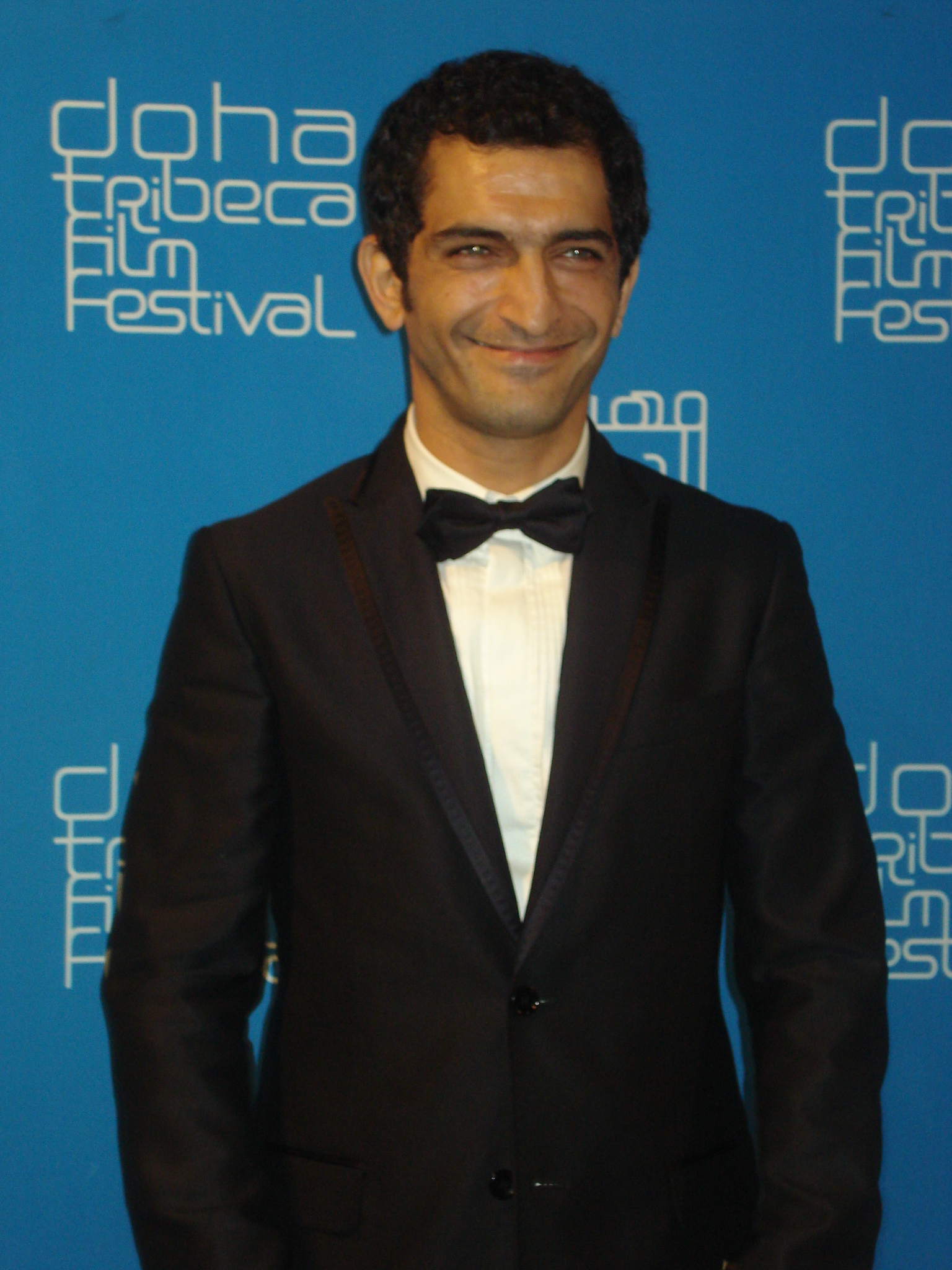
Amr Waked

### Diffusion
La série est présentée en avant-première du 22 au 28 avril 2013 au Festival Séries Mania. Elle est ensuite diffusée en France et en Allemagne sur la chaîne Arte du 13 juin au 11 juillet 2013.

### Fiche technique
- Créateur : Frédéric Azémar.
- Réalisation : Stéphane Giusti.
- Scénario : Frédéric Azémar, Frédéric Krivine, Olivier Dujols, Fanny Herrero, Marie Roussin, Elsa Marpeau, Florent Meyer, Stéphane Piatzszek, Olivier Kohn, Flore Kosinetz, Zina Modiano et Anne Peyrègne.
- Musique : Bernard Grimaldi.
- Production : António da Cunha Telles, Stéphane Drouet, Jean-Pierre Guérin, Massimiliano La Pegna, Christophe Valette et Matthieu Viala.
- Société de production : Making Prod, GMT Productions, Arte France, Movieheart et Sunflag.
- Budget : 14 millions d’euros.
- Format : Couleur.
- Pays d'origine :  France,  Italie et  Portugal.
- Langue d'origine : Français.
- Genre : Péplum.
- Durée : 45 minutes.

## Audimat
Au moment de la diffusion de la série en France en juin et juillet 2013, le site Toute la télé indique que les premiers épisodes reçoivent un accueil « encourageant » avec un audimat globalement en hausse au fil des épisodes. Le quatrième épisode, Faut-il tuer Télémaque ?, est suivi par environ 540 000 téléspectateurs (soit environ 2,1 % de part de marché), tandis que le cinquième épisode, voyant l'arrivée de Ménélas, en rassemble environ 650 000 (2,4 %) et Le Retour d'Ulysse environ 600 000 (2,8 %). L'audience de la série baisse par la suite : l'épisode 7 est suivi par environ 411 000 téléspectateurs (1,7 % du public présent) et l'épisode 8 par environ 480 000 (2 % de part d'audience). Au moment de la diffusion des derniers épisodes, le même site conclut à « des scores en demi-teinte » pour la diffusion de la série en France.

## Accueil critique

### Critiques de presse
Parmi les critiques les plus positives, Sylvain Merle, dans le quotidien Le Parisien, juge l'ensemble « captivant » et la série très réussie par rapport aux moyens dont elle a disposé : « Si on est loin des fastes d’un péplum hollywoodien, la série réalisée par Stéphane Giusti n’a pas à rougir et peut même s’enorgueillir d’avoir su, aussi bien, relever le défi d’adapter le mythe ».
Dans le supplément Télévisions du quotidien Le Monde, Hélène Delye évoque dans sa critique « une plongée captivante dans l’Antiquité,
mêlant scènes de combats sanglants, intrigues amoureuses et politiques » et parle d'une « franche réussite ». Elle apprécie particulièrement la réalisation « enlevée » de Stéphane Giusti et la distribution « enthousiasmante et convaincante ».
Sur le site Season One, spécialisé dans les séries télévisées, Alexandre Letern confère à la série la note de 7,1 sur 10 et en donne une critique très favorable où il loue l'originalité et l'ambition du projet et l'intrigue de plus en plus prenante, qui fait s'attacher aux destins des personnages. Il apprécie le parti pris de la série de transposer l'histoire dans une Grèce plus historique et de donner une vision plus réaliste des personnages, ainsi que le travail créatif accompli sur le personnage d'Ulysse, beaucoup plus sombre que dans l'épopée : « un homme brisé par la guerre et qui semble finalement ne pas vouloir s’autoriser à être heureux… pour le plus grand drame des siens ». Selon lui, une fois passés les quatre premiers épisodes plus lents, nécessaires à la mise en place des enjeux dramatiques de la suite, mais souffrant parfois d'un rythme irrégulier, la série « s’envole et nous prend par les tripes pour ne plus nous lâcher ». Il conclut que « Odysseus prouve que quand on veut, on peut faire un vrai divertissement populaire intelligent ».
Dans l'hebdomadaire de télévision Télé Loisirs, David Peyrat donne un avis bref mais favorable, évoquant « une histoire passionnante et des acteurs au diapason ».
Plusieurs critiques livrent des avis en demi-teinte sur la série, appréciant son originalité et son ambition, tout en déplorant parfois ses moyens limités et la qualité moindre des premiers épisodes. Dans l'hebdomadaire français Télérama, Pierre Langlais indique que la série, en choisissant de se concentrer sur la situation à Ithaque en l'absence d'Ulysse, « imagine cette face cachée de la légende, dans un décor intimiste, presque un huis clos, loin des péplums aux mille figurants et des fresques monumentales », ce qui donne lieu à « un drame familial (...), un récit politique, une fantaisie au concept original ». Il apprécie l'originalité du concept et son ambition. Il regrette cependant que le début de la série « peine malheureusement à tenir toutes ses promesses », car elle « semble chercher le bon ton, entre modernité et classicisme, et peine à donner de l'épaisseur à ses héros » ; il estime qu'elle ne prend tout son intérêt qu'à partir du retour d'Ulysse. Un autre critique dans la même revue livre toutefois un avis favorable sur les quatre premiers épisodes, y voyant un « pari réussi, avec créativité et panache ». À propos des épisodes 8 et 9, Pierre Langlais estime que la série s'améliore avec le retour d'Ulysse, en « [profitant] pleinement de son approche originale du personnage » qui permet de renforcer les enjeux narratifs. Au chapitre des défauts, il juge les acteurs inégalement doués, préférant la prestation d'Alessio Boni en Ulysse à celles de Niels Schneider en Télémaque et de Salim Kechiouche en Orion ; il regrette également que la série paraisse contrainte par la modestie de ses moyens.
Dans Les Inrockuptibles, Jean-Marie Durand salue le « déplacement audacieux » qu'opère la série en choisissant de s'intéresser à Ithaque et remarque qu'en raison de l'absence prolongée d'Ulysse, l'intrigue des épisodes se déploie « moins autour de l’aventure d’un héros solitaire qu’autour du destin d’un collectif fébrile » aux airs de « huis clos ». Dans son analyse, qui rapproche Odysseus de séries comme Lost, il estime que « Odysseus joue de cette dialectique subtile entre hommage et infidélité à un texte fondateur qui devient surtout prétexte à un pur soap, composé d’ingrédients obligés (amour, gloire, beauté, trahison…), entrelacé aux codes de la tragédie, dont la figure du père idéalisé et contesté reste la clé décisive », et y retrouve « des éléments communs à toutes les séries contemporaines revisitant l’Antiquité (Rome), le Moyen Âge (Game of Thrones) ou l’âge du western (Deadwood), ne serait-ce que dans la dimension épique et combative de héros animés de pulsions guerrières, sexuelles et mystiques ». Convaincu dans l'ensemble par le jeu des acteurs et les décors dépouillés, il est lui aussi moins convaincu par les quatre premiers épisodes, pendant lesquelles l'ensemble lui paraît « étrangement un peu atone », que par la seconde moitié de la série, où « la sécheresse un peu bavarde s’efface à mesure que la fresque progresse et que les personnages se densifient ».
Plus mitigée, la critique de l'hebdomadaire Le Nouvel Observateur, via son supplément Télé Obs. Le critique reconnaît que « Odysseus manie sans peine les codes sériels comme le symbolique éternel et déborde de choses à dire », et y voit « un très bon signe pour la fiction française ». Il est également convaincu par la distribution, notamment la beauté des acteurs et des actrices. Mais il « reste insensible à ce chant ». Il reproche au scénario de se montrer trop explicite dans ses enjeux et ses problématiques, sans laisser assez de place au non dit, et reste sceptique devant les scènes de dialogue qui « tournent vite au théâtre filmé », emprisonnant la série dans « séquences figées, tantôt ramollos et souvent trop folklo ».
Dans le quotidien gratuit 20 Minutes, où Alice Coffin déclare que « si les adeptes de la mythologie grecque ne seront pas déçus, la série n’enthousiasme pas plus qu’un long et lent tissage de tapisserie ».
Parmi les critiques les plus mauvaises figure celle de Sandra Benedetti parue dans L'Express le 13 juin et fondée sur les trois premiers épisodes : elle y affirme que « l'intrigue ciselée par Frédéric Azémar foisonne de machinations, de petits arrangements avec les dieux et de relations familiales équivoques à fortes portées mythologiques. Ce que Stéphane Giusti s'applique à ruiner avec une mise en scène sous naphtaline et une lumière d'une platitude presque aussi écrasante que celle des acteurs, Caterina Murino et Carlo Brandt mis à part », et conclut « Homère m'a tuer ». Benjamin Frau publie cependant dans le même magazine, le 20 juin, un avis divergent plus favorable.

### Avis de spectateurs
Consulté en janvier 2023, le site Allociné confère à la série Odysseus une note moyenne de 2,9 sur une échelle de 5, basée sur 190 avis, tandis que le site IMDB une note moyenne de 5,7 sur 10 sur la base de 289 avis.

## L’épopée et la série

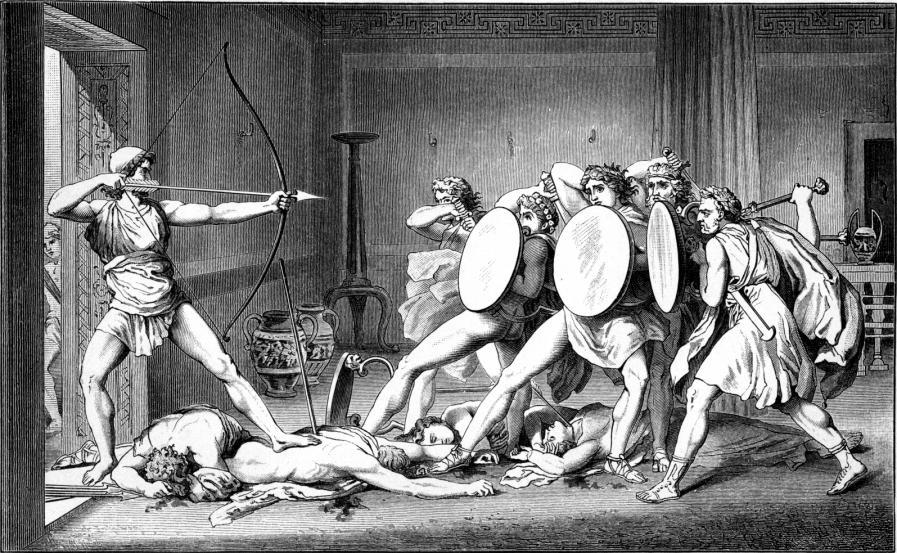
Ulysse massacre les prétendants de Pénélope.

Les six premiers épisodes de la série Odysseus revisitent les événements des chants I à IV et XIII à XXIV de l’Odyssée, qui parlent de la situation à Ithaque puis du retour d'Ulysse dans l'île et de sa vengeance contre les prétendants. Le fameux massacre des prétendants (narré au chant XXII) est repris dans le sixième épisode, Le retour d'Ulysse.

## Éditions en vidéo
En France, la série est éditée en DVD par Arte vidéo le 19 juin 2013 sous la forme d'un coffret de quatre DVD.
Sur le site Season One, Alexandre Letern apprécie la bonne qualité du coffret lui-même et des visuels des DVD, mais regrette l'absence de bonus ou de making-of.